# Шиаду, Антониу Рибейру
Анто́ниу Рибе́йру (порт. António Ribeiro), ставший известным по прозвищу «Шиа́ду» (порт. Chiado), или «поэт Шиаду» (порт. O Poeta Chiado); предположительно 1520, Эвора — 1591, Лиссабон) — португальский поэт и драматург, популярный автор пьес для народного театра эпохи Возрождения в Португалии XVI века.

## Антропонимика
Обычное для Средневековья превращение прозвищ в фамилии уже не было столь свойственно для XVI века, но их распространённость всё же имела место, как в случае с Фернаном Алварешем ду Ориенте. Для Антониу Рибейру прозвище «Шиаду» со временем стало не только его фамилией, но, согласно одной из версий, даже названием целого района Лиссабона. Либо наоборот — название лиссабонской улицы, где долгие годы проживал Антониу Рибейру, стало его фамилией. Согласно И. Ф. да Силве, прозвище получил по названию лиссабонской улицы. В XIX веке (1880) улица Шиаду (порт. Rua Chiado) была переименована в честь писателя Гаррета и в настоящее время называется улицей Гаррета (порт. Rua Garrett).

## Биография
Вероятно родился в Эворе предположительно в 1520 году в бедной семье. Вильгельм Шторк датировал жизненный путь драматурга 1504—1591 годами. Состоял в монашеском орденов францисканцев, основанным Франциском Ассизским в 1209 году. Литературное творчество было более привлекательным, чем жизнь по монастырскому уставу, поэтому покинул орден по обоюдному с братией согласию, посвятив себя драматургии. В то время сочинением пьес занимались многие францисканцы.
Уехал из Эворы в Лиссабон, где стал обучать детей. Вёл легковесный образ жизни богемы, из-за чего получил прозвища «Плут» (порт. Bargante), «Болтун» (порт. Dizidor), «поэт Шиаду» (порт. Poeta Chiado). Т. Брага полагал, что в 1540-х годах Рибейру стал известен под прозвищем Шиаду и тогда же познакомился с Камоэнсом; имеется гипотеза, что в то же время развеселил Жуана III и королевский двор постановкой Auto da Natural Invenção. порт. Chiado — азиатское заимствование, обозначающее «язвительный, лукавый»; в те времена глагол порт. xiar имел значение «злословить». Порой прозвище вытесняло фамилию так, что на титулах некоторых публикаций значилось, что сочинение написал Антониу Шиаду.
Все источники указывают, что умер в 1591 году.
В районе Шиаду в Лиссабоне 18 декабря 1925 года была установлена статуя драматург —бронзовая скульптура работы Кошта Моту.

## Творчество
Несмотря на то, что поначалу португальский театр был только придворным, не исключается возможность постановок за пределами королевского дворца, поскольку вышедшие из печати пьесы становились доступны широкой публике. В Португалии XVI века происходило то же, что и во всей Европе — театр вышел из королевского дворца и стал удовлетворять вкусы буржуазии и простого народа. С 1591 года в Лиссабоне стали возводить 2 каменных здания для постоянного театра. В ту эпоху иезуиты пытались запретить жанр комедии опасаясь острой сатиры в свой адрес. Португальский Индекс 1581 года запрещал критику любого священника. О возрастании интереса к литературе для театра свидетельствует издание в 1587 году первого сборника ауту и комедий, собранных Афонсу Лопешем (12 пьес Луиша де Камоэнса, Антониу Прештеша, Анрике Лопеша, Жорже Пинту и Жерониму Рибейру (брата Шиаду). В эту антологию не вошли сочинения Шиаду, но при жизни его пьесы расходились в виде «летучих листков» (порт. folha-volante), книжные публикации ауто изданы посмертно.
Теофилу Брага отнёс творчество Шиаду к последователям Жила Висенте. Ж. Висенте представлял в Эворе свои лучшие ауто как по просьбе жителей города, так и в то время, когда находился в свите короля. Эвора стала первым городом, где началось ощущаться воздействие театра Висенте, и Шиаду стал одним из авторов, на развитие таланта которого повлияли его пьесы. В то время как творчество Жила Висенте развивалось при поддержке со стороны короля, то его расположенность распространилась только на одну сценическую постановку в случае с Auto da Natural Invenção Шиаду. Большая часть сочинений последователей Жила Висенте может быть разделена по трём  жанрам: фарс, новеллистический ауту (auto novelesco — рыцарский или романтический) и религиозный ауту. Ж. А. Сарайва и О. Лопеш отнесли сочинения Шиаду к жанрам фарса и религиозного ауту. Лучшими авторами школы Висенте в жанре религиозного ауту были Антониу Рибейру по прозвищу «Шиаду» и Антониу Прештеш.
Обладал достаточно хорошими познаниями литературы, с лёгкостью сочинял стихи, чего скорее требовал его импульсивный характер, нежели служение искусству. Антониу Рибейру обладал удивительной способностью воспроизводить голоса, имитировать жесты и поведение известных личностей, пародировать различны типы характеров. В монастыре опасались его сатиры. Его игривые и остроумные стихи без труда срывали аплодисменты публики. Благодаря всему этому заслужил всеобщее уважение и огромную популярность. Брат поэта, Жерониму Рибейру, также занимался сочинением пьес.
В пьесах затрагивал следующую тематику: продажность судей и коррупция чиновников юстиции; злоупотребление характерным для того времени злословием; обличение социальной несправедливости; негативное отношение к придворной жизни и дворцовым интригам; критика клира; присутствие среди персонажей чернокожего раба/рабыни (негра/негритянки), что удовлетворяло вкусы двора. Постоянно использовал латинизмы, итальянизмы и кастилизмы, что увеличивало путаницу и не способствовало чистоте языка.
Лучшим произведением признан ауту O Auto da Natural Invenção. Остались неопубликованными многие рукописи драматурга, но из печати выходили его сочинения религиозного характера. Гений поэта был отмечен Камоэнсом в ауто «Царь Селевк».
Постановки
- 1536—1556
  - — Auto da Natural Invenção[18] (представлен в присутствии короля Жуана III[19])
  - — Pratica de oito figuras[18] (1543[19])
  - — Auto de Gonçalo Chambão[18]
  - — Auto das Regateiras[18] (1569[19])
- 1545—1591 — Pratica de Compadres[20] (1572[19])

Ж. А. Сарайва и О. Лопеш отметили, что по последним оценкам самое раннее сочинение Шиаду может быть датировано 1542 годом, а пьесы остальных авторов и анонимов относятся к третьей четверти XVI века.